# Историја Уједињених нација
Историја Уједињених нација као међународне организације сеже још од времена Другог светског рата. Од тада су се њени циљеви и активности проширили чиме је постала архетип међународног тела почетком 21. века.

## Назив
Френклин Д. Рузвелт је први предложио коришћење термин „Уједињене нације“, којим је означио Савезнике. Рузвелт је овај термин предложио Винстону Черчилу цитирајући Бајронову фразу „уједињене нације“ у делу Ходочашће Чајлда Харолда, чиме је означио Савезнике у бици код Ватерлоа током 1815. Председник Сједињених Држава, Ф. Д. Рузвелт је усвојио овај назив на првом званичном састанку одржаном 1. јануара, 1942. потписивањем декларације Уједињених нација. 
Током каснијег периода Другог светског рата, Савезници су користили термин „Уједињене нације“ што се односило на њихово савезништво.

## Почеци
Идеја о будућности Уједињених нација као међународне организације се први пут јавила у декларацијама потписаних на ратним конференцијама Савезника у Москви и Техерану током 1943. године.
Од августа до октобра 1944, представници Француске, Републике Кине, Уједињеног Краљевства, Сједињенних Држава, и Совјетског Савеза састали су се како би разрадили планове на Конференцији код Думбартон Оукса у Вашингтону. Ови и касни разговори су произвели предлоге који описују сврху постојања Организације Уједињених нација, њеног чланства и органа, као и споразуме за очување међународног мира и сигурности и унапређење међународне друштвене и економске сарадње.

## Установљавање организације
Дана 25. априла, 1945, почела је Конференција Уједињених нацја о међународним организацијама у Сан Франциску. Први Генерални секретар је био сер Гледвин Џеб. Поред влада земаља, одређен број невладиних организација, поред осталих и Лионс Клаб Интернешнл је примило позивницу да помогну у стварању нацрта Повеље. Педесет држава представљених на конференцији је потписало Повељу Уједињених нација два месеца касније, 26. јуна. Пољска, која није имала представнике на конференцији, али за коју је остављено место међу оригиналним потисима, је додала свој потпис касније, чиме се укупан број „оригиналних“ потписница био 51. УН су настале 24. октобра, 1945, после ратификовања Повеље од стране пет сталних чланица Савета безбедности – република Кина, Француска, Совјетски Савез, Уједињено Краљевство, и Сједињене Државе – и већине осталих 46 потписница. 
Лига народа је и формално престала са радом 18. априла 1946. и пренела своје надлежности на Уједињене нације.

## Чланство
Касније године, нарочито током 1960их, бележе драматичан раст у броју чланова Уједињених нација, уз пратеће значајне промене.
Дана 25. октобра, 1971, Генерална скупштина Уједињених нација је изгласала резолуцију 2758, чиме се замењује влада Републике Кине, владом НР Кине као јединог „законитог“ и „легитимног представника Кине у Уједињеним нацијама“ и као једне од пет сталних чланица Савета безбедности. Више каснијих покушаја Републике Кине на Тајвану да поново приступи УН-у су остали без успеха. (За више информација о питању Тајвана, видти Кина и Уједињене нације.)

## Активности
Уједињене нације су постигле значајан напредак у социјалним питањима, промовишући људска права, економски развој, деколонизацију, здравље и образовање, на пример, и интересовањем за избеглице и трговину.
Оснивачи УН-а су гајили јаке наде да ће организација деловати у циљу спречавања конфликта између нација и тиме онемогућити будуће ратове. Ове наде се очито нису у потпуности обистиниле. Од 1947. па све до 1991. подела света на непријатељске блокове током Хладног рата је учинила остваривање миривних споразума јако тешким. Са окончањем Хладног рата, поново се јављају позиви да УН постане агенција за постизање светског мира и сарадње, док неколико десетина војних конфликта наставља да бесни широм планете. Распад Совјетског Савеза је оставио Сједињене Државе у јединственој позицији глобалне доминације, стварајући више нових проблема за УН. (Видети Сједињене Државе и Уједињене нације)

## Средства и објекти
У децембру 1945, Сенат САД и Представнички дом, анонимним гласањем, затражио је да УН направи седиште у Сједињеним Државама. Уједињене нације су прихватиле овај предлог и изградиле зграду седишта у Њујорку током 1949. и 1950. године поред Ист Ривера на земљишту купљеном помоћу донације од 8,5 милиона долара од стране Џон Д. Рокфелера, млађег. Зграда седишта је званично отворена 9. јануара, 1951. 
Према посебном договору са Сједињеним Државама, УН уживају одређене дипломатске привилегије и имунитет, али се уопштено примењују закони града Њујорка, државе Њујорк, и Сједињених Држава. 
Док је главно седиште у Њујорку, веће агенције имају своја седишта у Женеви, Хагу, Бечу, и на другим местима.

## Структура и огранци
Основни конституционални састав Уједињених нација се мало мењао, иако је значајно увећано чланство променило функционисање неких органа. УН у целини је током година формирало велики број невладиних организација и специјалних тела: неке са регионалним фокусом, неке посвећене појединачним мировним мисијама, и друге глобалних виђења и значаја. Друга тела (као што је Међународна радничка организација) формирана пре оснивања Уједињених нација и тек јој се касније припојила.